# Елинизация
Елинизацията е разпространението и по-точно налагането на древногръцката култура, и в по-малка степен на старогръцкия език, над други народи по време на Елинистическата епоха и след края на походите на Александър Велики.
След края на Наполеоновите войни и възникването на Източния въпрос, терминът се разбира като гърцизация или погърчване на негръцко население на Балканите и в Мала Азия. Този асимилационен процес започва в годините 1844-1850, между формирането на Мегали идеята и признаването със синодално решение от 29 юни 1950 г. на Светия синод на Вселенската патриаршия на автокефалността на църквата на Гърция.